# Campo de Kochkar
El campo de Kochkar (en ruso: Кочкарское месторождение) es un yacimiento aurífero del raión de Plast de óblast de Cheliábinsk de Rusia, junto al pueblo Kochkar.

## Historia
La extracción de oro aluvial en estos lugares en una parcela minera (mina Kamenno-Pávlovski), que pertenecía al comerciante del segundo gremio de Troistk P. E. Bakakin, comenzó en 1845. En 1857, ya había 67 minas en esta zona, y en 1868 comenzó la extracción de oro mineral y la extracción de oro aluvial comenzó a disminuir. En 1890, en el yacimiento de Kochkar había más de 1.000 vetas, en las que operaban 230 minas. Cuando los yacimientos cercanos a la superficie estaban explotados en su mayor parte, en 1897, tres empresas propiedad de inversores extranjeros comenzaron a extraer oro de mayores profundidades: la “Sociedad Anónima de las Minas de Kochkar”, francesa, y la “Sociedad de las Minas de Oro de Troitsk”, británica, y la “Sociedad Anónima de las Minas de la Asunción”, belga. A finales del siglo XIX y principios del XX, la producción en el yacimiento de oro de Kochkar representaba más de la mitad de toda la producción de oro del Imperio ruso.
Durante la Primera Guerra Mundial, la extracción de oro se redujo más de 10 veces y, después de la Revolución de Octubre de 1917, las minas fueron nacionalizadas. En 1926 se organizó la planta de Kochkarzoloto y, en 1976, sobre su base, la asociación Yuzhuralzoloto.
Actualmente, el oro del depósito lo extraen AO Yuzhuralzoloto y su filial AO Vostochnaya. Al 1 de enero de 2014, el saldo de reservas de oro del depósito era: explorado (categorías A+B+C1) - 9,6 toneladas, con un contenido promedio de oro en minerales de 11,6 g/t, estimado preliminar (C2) - 9,7 toneladas En 2013, Yuzhuralzoloto y Vostochnaya extrajeron del depósito un total de 0,6 toneladas de oro.